# Bukowa Śląska
Bukowa Śląska (deutsch Buchelsdorf) ist eine Ortschaft in Niederschlesien. Der Ort liegt in der Gmina Namysłów im Powiat Namysłowski in der Woiwodschaft Oppeln in Polen.

## Geographie

### Geographische Lage
Das Angerdorf Bukowa Śląska liegt sieben Kilometer nordöstlich der Gemeinde- und Kreisstadt Namysłów (Namslau) sowie 60 Kilometer nördlich der Woiwodschaftshauptstadt Opole (Oppeln). Der Ort liegt in der Nizina Śląska (Schlesische Tiefebene) innerhalb der Równina Oleśnicka (Oelser Ebene). Das Dorf liegt an der Strzołka, ein linker Zufluss der Widawa (Weide). Der Ort liegt an der stillgelegten Bahnstrecke Syców–Bukowa Śląska sowie Bahnstrecke Namysłów–Kępno. Durch den Ort führt die Landesstraße Droga krajowa 39.

### Nachbarorte
Nachbarorte von Bukowa Śląska sind im Norden Baldwinowice (Belmsdorf), im Nordosten Igłowice (Haugendorf), im Osten Woskowice Małe (Lorzendorf), im Südosten Strzelce (Strehlitz), im Südwesten Rychnów (Reichen) und im Westen Michalice (Michelsdorf).

## Geschichte

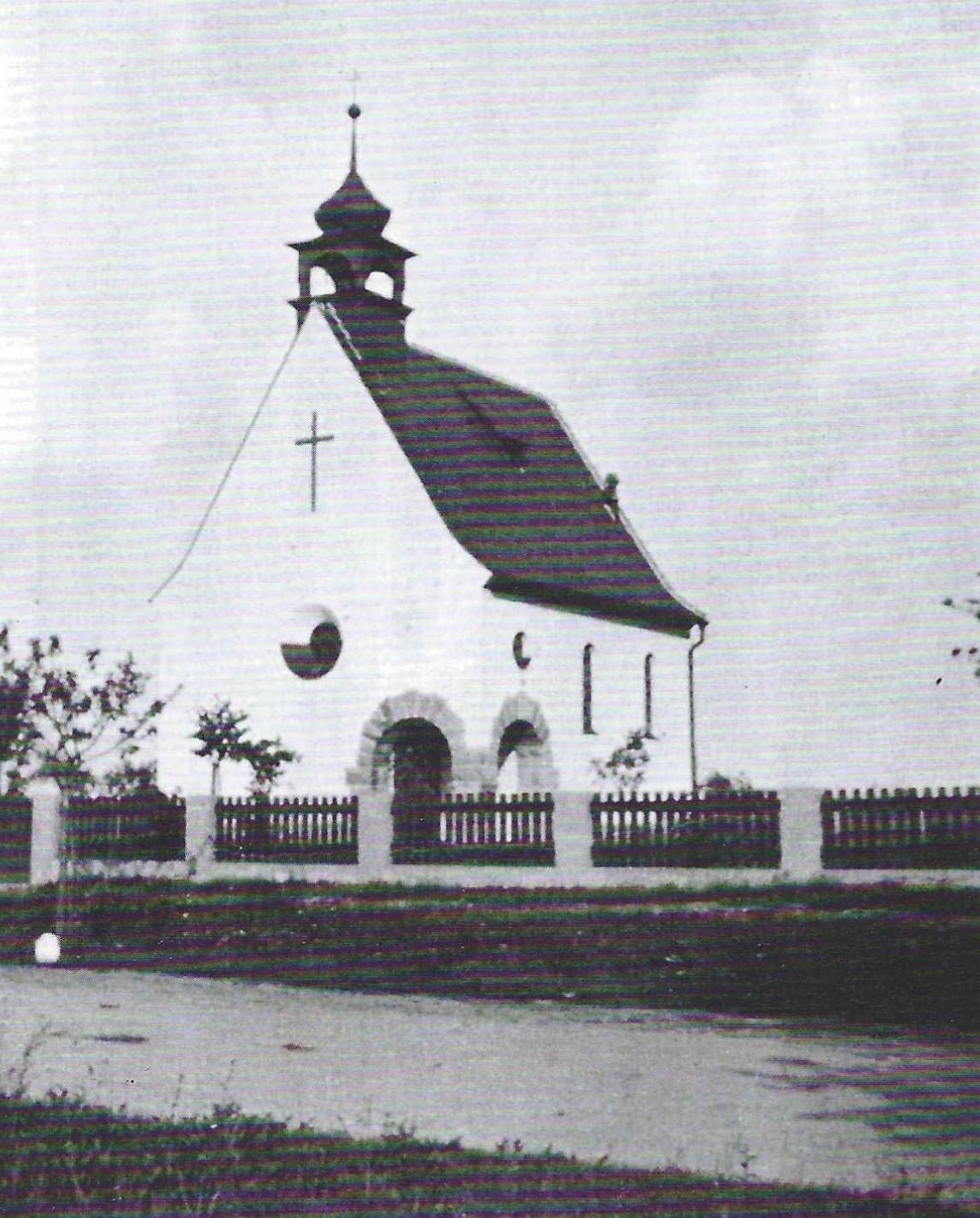
Evangelische Kirche, 1950 abgerissen

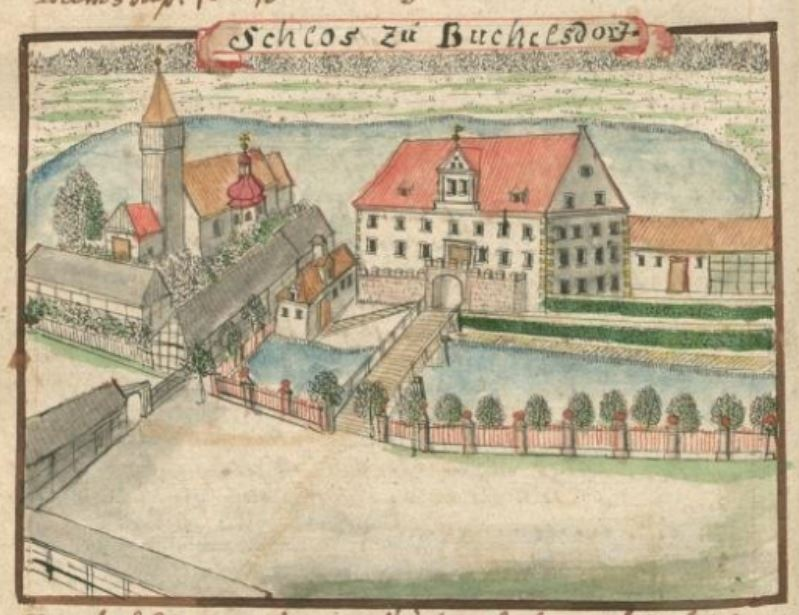
Schloss und Kirche in Buchelsdorf – Zeichnung aus der Mitte des 18. Jahrhunderts

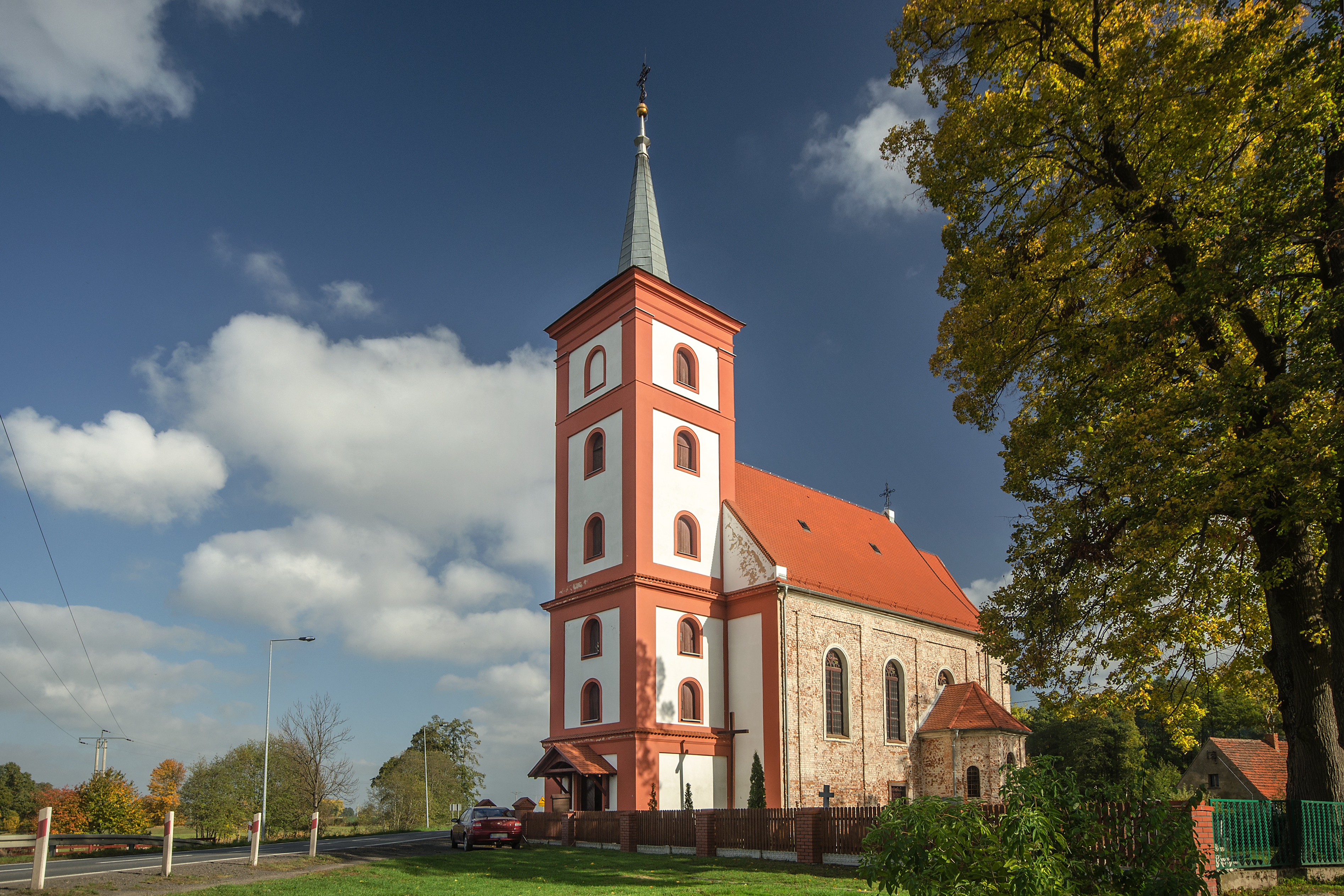
Jakobus-der-Ältere-Kirche

Der Ort wurde 1288 erstmals erwähnt. 1360 wurde der Ort als Buchwaldsdorff erwähnt.
Nach dem Ersten Schlesischen Krieg 1742 fiel Buchelsdorf mit dem größten Teil Schlesiens an Preußen.
Nach der Neuorganisation der Provinz Schlesien gehörte die Landgemeinde Buchelsdorf ab 1816 zum Landkreis Namslau im Regierungsbezirk Breslau. 1845 bestanden im Dorf ein Schloss, ein Vorwerk, eine Freischoltisei, eine katholische Kirche, eine katholische Schule, eine Wassermühle, eine Windmühle und 52 Häuser. Im gleichen Jahr lebten in Buchelsdorf 646 Menschen, davon 151 evangelisch und 6 jüdisch. 1874 wurde der Amtsbezirk Buchelsdorf gegründet, welcher die Landgemeinden Buchelsdorf und Haugendorf und den Gutsbezirken Buchelsdorf und Haugendorf umfasste. Erster Amtsvorsteher war der Wirtschaftsinspektor Friedrich in Buchelsdorf.
Zwischen 1928 und 1929 wurde eine evangelische Kirche im Ort errichtet. 1933 zählte Buchelsdorf 453 sowie 1939 447 Einwohner. Bis 1945 gehörte der Ort zum Landkreis Namslau.
1945 kam der bisher deutsche Ort unter polnische Verwaltung, wurde in Bukowa Śląska umbenannt und der Woiwodschaft Schlesien angeschlossen. 1950 wurde Bukowa Śląska der Woiwodschaft Oppeln zugeteilt. 1950 wurde die evangelische Kirche abgerissen. 1957 wurde das Schloss Buchelsdorf abgerissen. 1999 wurde es Teil des wiedergegründeten Powiat Namysłowski.

## Sehenswürdigkeiten

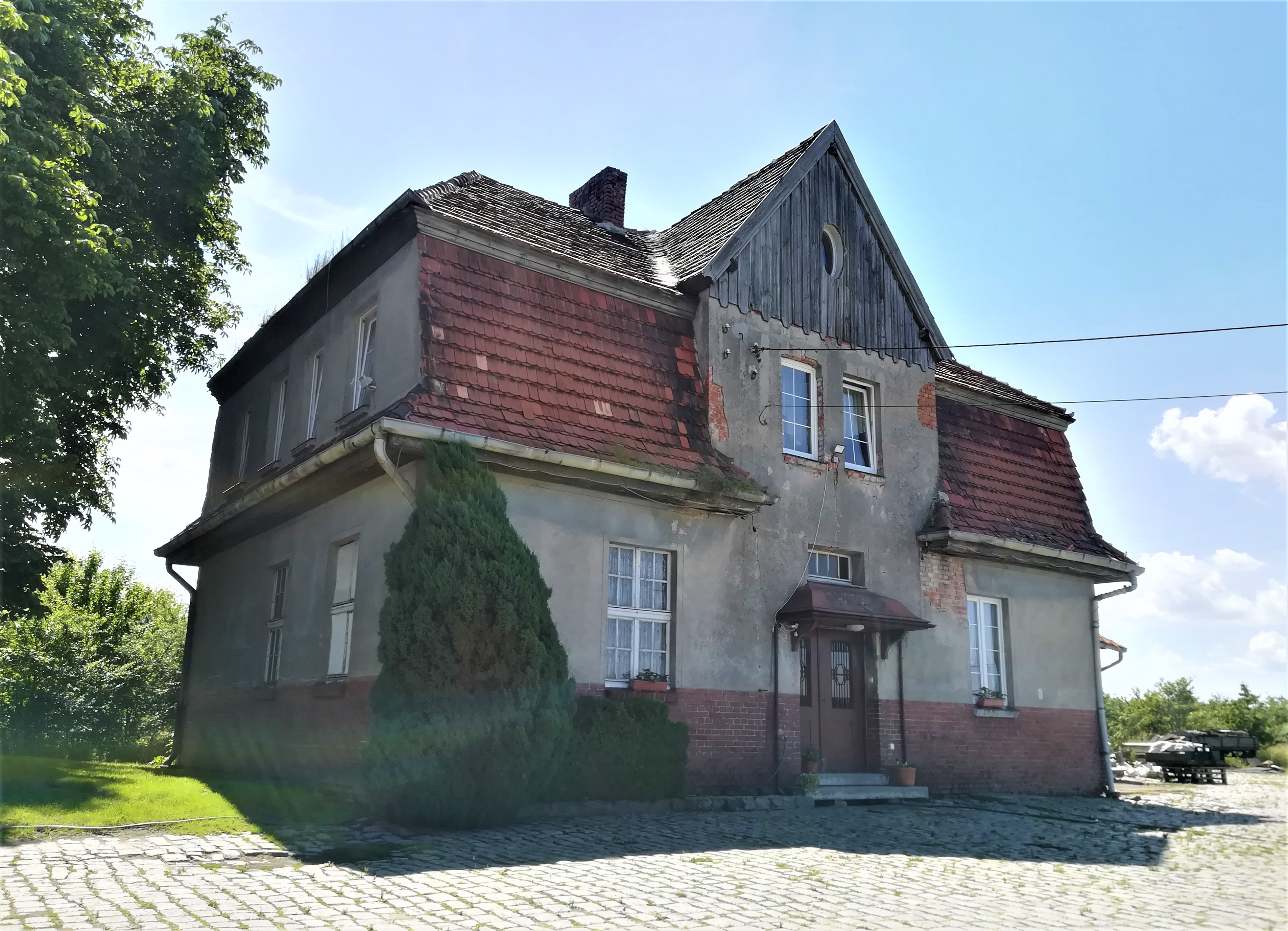
Ehemaliges Empfangsgebäude des Bahnhofs

- Die römisch-katholische Jakobus-der-Ältere-Kirche (poln. Kościół św. Jakuba Starszego) wurde im Jahr 1400 erstmals erwähnt. Der heutige Bau entstand zwischen 1786 1787 im Auftrag des Erzdiakon Ernest von Strachwitz aus Breslau.[7] Der Kirchenbau steht seit 1966 unter Denkmalschutz.[8]
- Der Schlosspark entstand im 19. Jahrhundert und wurde 1984 unter Denkmalschutz gestellt.[8]
- Denkmal für die Gefallenen des Ersten Weltkriegs
- Empfangsgebäude des ehemaligen Bahnhofs
- St.-Florian-Kapelle
- Nepomukstatue
- Schlosspark

## Vereine
- Freiwillige Feuerwehr OPS Bukowa Śląska